# ريتشارد إي. ميلر
ريتشارد إي. ميلر (بالإنجليزية: Richard Edward Miller)‏ هو رسام أمريكي، ولد في 22 مارس 1875 في سانت لويس في الولايات المتحدة، وتوفي في 23 يناير 1943 في سانت أوغسطين في الولايات المتحدة.